# آزمون برگر
آزمون برگر (انگلیسی: Buerger's test) آزمونی است که برای ارزیابی کارآمدی شریانی انجام می‌شود و به افتخار لیو برگر نامگذاری شده است. «زاویه عروقی» که به آن «زاویه برگر» نیز می‌گویند، زاویه ای است که پای بیمار تا به‌آن حد در حالت درازکش باید بالا آورده شود، تا پا دچار رنگ‌پریدگی شود. در اندامی با گردش طبیعی، انگشتان پا و کف پا، حتی زمانی که اندام ۹۰ درجه بالا رفته باشد، به رنگ صورتی باقی می‌مانند. در پاهای دچار ایسکمی، ارتفاع به ۱۵ تا ۳۰ درجه به‌مدت ۳۰ تا ۶۰ ثانیه ممکن است باعث رنگ‌پریدگی شود. اگر رنگ‌پریدگی پا در زاویه عروقی کمتر از ۲۰ درجه رخ دهد، نشان دهنده ایسکمی شدید است. از این آزمون می‌توان برای تشخیص سرخ‌درد هم استفاده کرد.